# Bequaertia mucronata
Bequaertia mucronata là một loài thực vật có hoa trong họ Dây gối. Loài này được (Exell) R.Wilczek mô tả khoa học đầu tiên năm 1956.